# Ioannis Theotokis
Ioannis Theotokis (en griego: Ιωάννης Θεοτόκης; Atenas, 5 de septiembre de 1880-Corfú, 6 de junio de 1961) fue un político griego.
Fue hijo de Geórgios Theotókis y cuñado de Ioannis Rallis. 
Fue diputado siete veces y ministro de Agricultura tres veces. Fue brevemente primer ministro de su país en 1950.
- Datos: Q1371479